# Łodygowice
Łodygowice (staropolsky: Łodwigowice) je vesnice a sídlo gminy Łodygowice v okrese Żywiec ve Slezském vojvodství.

## Povrch
Vesnice se rozkládá v Źywiecké kotlině v nadmořské výšce 360 m n. m. Na severovýchodě se rozkládá masív Malých Beskyd s vrcholky: Magurką (909 m n. m.) a Czupel (933 m n. m.), na západě se tyčí Slezské Beskydy. Na jihu za městem Źywiec se rozkládájí vrcholky Beskidu Źywickieho. Od jihovýchodu ve vzdálenosti 4,5 km je Źywiecké jezero.
Vesnicí protéká řeka Żylica, Kalonka, Kalna a Żarnówka s dalšími početnými potoky.
Podle statistických údajů z roku 2008 byla rozloha 17,819 km2: z toho tvoří
- zemědělská půda 40 %
- lesy a lesní porost: 25 %

## Historie
První písemné zmínky o vesnici pochází z roku 1310 a další z roku 1364. Vesnice patřila do osvětimského knížectví. V roce 1373 je se založením farnosti uváděna jako Vila Lodovici. V roce 1569 se stalo součástí Republiky obou národů. V roce 1772 se oblast dostala do vlastnictví Rakouska a od roku 1838 Habsburků (až do roku 1945).

## Počet obyvatel
V roce 2011 v Łodygowicích žilo 6989 obyvatel (3397 mužů a 3592 žen).

## Součásti obce
Integrované části vesnice: Bobki, Brzezinka, Chechłówka, Glemieniec, Hetnały, Kalonka, Kąty, Kępa Kościelna, Kępa Kufli, Kępa Mrowców, Koło Stacji, Koło Zamku, Kościelni, Krzysie, Kubiny, Maślanki, Mendrale, Na Groniu, Paciepniki, Paluchy, Pańskie, Pod Grapą, Porąbki, Rączki, Tomasiki, Wajdy

## Sousední vesnice a gminy
Vesnice sousedí s gminou: Buczkowice, Lipowa, Wilkovice a vesnicemi Bierna, Pietrzykowice, Zarzecze.

## Transport
Železniční stanice Łodygowice se nachází na železniční trati 139 Katovice – Zwardoń – (Skalité Serafínov, Slovensko)

## Památky
- dřevěný kostel svatého Šimona a svatého Judy Tadeáše v Łodygowicích, který je součástí Stezky dřevěné architektury ve Slezském vojvodství
- zámek v Łodygowicích
- staré chalupy a kapličky u cest

## Turistické cesty
V Łodygowicích se nacházejí značené turistické cesty:
- červená z ´Łodygovic přes Czupeł do Międzybrodzia Bialskieho
- zelená přes vesnici Bierna do Czernichowa
- modrá turistická cesta prochází severní částí z Lipnika přes Czupel do Czernichowa (Lipnik–Przelęncz Cisova)
- černá Szlak Harmasia Rogacza z Wilkowic